# صادق الطريحي
صادق الطريحي شاعر وأكاديمي وقاص عراقي.
ولد في مدينة الحلة / محلة المهدية / 1964
ـ قصائده منشورة في معظم الصحف والمجلات العراقية والعربية.
ـ نشر عدداً من المقالات النقدية في الصحف العراقية والعربية.
ـ منعت بعض قصائده من النشر في تسعينات القرن العشرين، وحذف الرقيب بعض أجزائها.

## أعماله
- تجربة في سيمياء الخلق / مجموعة شعرية / الحلة / 2002
- للوقت نص يحميه / مجموعة شعرية / المركز الثقافي العربي السويسري/ زيورخ / بغداد 2009.
- مياه النص الأول / مجموعة شعرية / دار الشؤون الثقافية العامة / بغداد/2011.
- رحلة في السواد / أدب رحلات، دار الشؤون الثقافية العامة، سلسلة الموسوعة الثقافية، بغداد، 2015.

ـ رحلة في السواد، الطبعة الثانية، عن مجلة الموسم، أكاديمية الكوفة، هولندا 2020.
- بيت القارئات، مجموعة شعرية، الاتحاد العام للأدباء والكتاب، بغداد، 2018.
- متحف النصوص، مجموعة قصصية، دار الشؤون الثقافية العامة، بغداد، 2019

ـ ديباجة الأمر بالنزول/ مجموعة شعرية، الاتحاد العام للأدباء والكتاب في العراق، بفداد، 2021.
ـ قائمة الكتّاب السومرية، الاتحاد العام للأدباء والكتاب في العراق، بفداد، 2022.
- ـ خذي زينتك عند كلّ قصيدةٍ، مجموعة شعرية مخطوطة. (قصائد المجموعة منشورة كلها في الصحف والمجلات العراقية والعربية)

له عدة بحوث علمية في طرائق التدريس، وأخرى في النقد الأدبي نشرت في مجلات أكاديمية محكمة في العراق، واشترك في عدد من المؤتمرات العلمية.

## الجوائز
- الجائزة الأولى في القصة القصيرة عن قصة (النديم) في مسابقة (الأمل) بيت الحكمة / بغداد 2008
- الجائزة الثانية/ مناصفة، عن قصة (ورقة الشهود) في مسابقة جعفر الخليلي/ النجف 2009.
- جائزة الشعر الأولى / مناصفة عن قصيدة (تقريب الأسماء) في مسابقة عزيز السيد جاسم/ بغداد 2009.
- الجائزة الثانية عن قصة (دائرة الأسماء المفقودة) في مسابقة جريد الغد / بابل 2009.
- الجائزة الثالثة عن مسرحية (بث تجريبي) في مسابقة دار الشون الثقافية العامة / بغداد /2010.
- الجائزة الثالثة في الشعر عن قصيدة (من يوميات النبي السامي) مسابقة دار الشؤون الثقافية العامة/ بغداد/ 2011.
- الجائزة الأولى مناصفة عن مخطوطة (رحلة في السواد) في مسابقة ناجي جواد الساعاتي لأدب الرحلات. الدورة الثالثة/ بغداد/ 2012.
- الجائزة التقديرية عن قصة (ذاكرة بورخيس) في مسابقة سافرة جميل حافظ، الاتحاد العام للأدباء والكتاب، بغداد، 2017.
- جائزة الإبداع، عن المجموعة الشعرية، (حتى مطلع السلام) ضمن جوائز ناجي نعمان الأدبية، الدورة السادسة عشرة، بيروت، 2018.
- الجائزة التقديرية عن قصيدة (السيدة من نيسان) مسابقة حمير المعموري، بابل، 2021.

## تعليمه
ـ بكالوريوس لغة عربية / كلية التربية جامعة بابل 2001.
ـ ماجستير في طرائق تدريس اللغة العربية / كلية التربية / جامعة بابل 2006.
ـ عمل تدريسياً في جامعة أهل البيت / كربلاء.
ـ يعمل الآن تدريسياً بكلية التربية / جامعة القادسية.
مقالة (أبجدية بابل على العالم)
http://www.tatoopaper.com/news.php?action=view&id=1972
(سبع قصائد قصيرة)
http://www.kikah.com/indexarabic.asp?fname=kikaharabic%5Clive%5Ck3%5C2016-04-09%5C330.txt&storytitle
(بنك الكلمات)
http://www.atheer.om/archives/27489/بنك-الكلمات/
(أوبرا الأيام الستة)
http://www.tatoopaper.com/news.php?action=view&id=1956